# Бофф, Леонардо
Леонардо Бофф (порт. Leonardo Boff, Леонарду, при рождении Женезиу Дарси Бофф, порт. Genézio Darci Boff; род. 14 декабря 1938, Конкордия, штат Санта-Катарина) — бразильский богослов, философ и автор, один из важнейших теоретиков теологии освобождения и ведущих социалистов в католической и христианской мысли современности. Особое внимание уделяет проблемам бедности, неравенства и экологии. Ныне является почетным профессором этики, философии религии и экологии в Государственном университете Рио-де-Жанейро. Регулярно выступает с лекциями в крупнейших университетах мира и является обладателем множества премий за заслуги в области литературы, экологии, философии и теологии. Брат богослова Клодовиса Боффа.

## Биография. Богослов и преподаватель
Внук итальянских и немецких эмигрантов, переехавших в Южную Америку. Бофф, изучавший философию в Куритибе и теологию в Петрополисе, вступил в ряды францисканского ордена в 1959 году и был рукоположен в католические священники в 1964 году. 
В последующие годы он учился в докторантуре по теологии и философии в Мюнхенском университете, которую окончил в 1970 году. Докторская диссертация Боффа рассматривала вопрос, в какой мере Церковь может быть признаком священного и божественного в светском мире и в процессе освобождения угнетенных (работа вышла в виде книги «Die Kirche als Sakrament im Horizont der Welterfahrung», доступной на немецком языке).
В 1972—1992 годах преподавал систематическое и экуменическое богословие во францисканском институте в Петрополисе (Бразилия). Большую часть своей жизни Бофф работает в академических областях богословия, этики и философии, преподавая в разных учебных заведениях Бразилии, а также во многих университетах за рубежом, таких как Университет Лиссабона, Университет Барселоны, Университет Лунда, Университет Осло, Университет Турина и других.

## Теология освобождения
Бофф стал одним из первых и известнейших сторонников (наряду с Густаво Гутьерресом, Хуаном Луисом Сегундо и Хоном Собрино) течения теологии освобождения. Он присутствовал в первых дискуссиях, формулирующих протест против бедности и маргинализации посредством терминов веры. Публикация его книги «Иисус Христос — Освободитель» в 1972 году стала важной вехой в становлении теологии освобождения.
Бофф продолжает считаться противоречивой фигурой в католической церкви, прежде всего за его резкую критику церковной иерархии, которую он считает «фундаменталистской». Бофф полагает, что Римская курия, несмотря на свою активную внешнюю политику, очень далека не только от простых людей, но и от национальных епископатов (так, в 2012 году Бофф в составе международной группы католических ученых выпустил юбилейную декларацию о реформе власти в католической церкви).
Церковная верхушка также не одобряла его левые антикапиталистические политические убеждения и обвиняла в близости к марксизму, «политизации» образа Христа, симпатии к альтернативным католической формам управления церковью и «неправомерной критике злоупотреблений служителей церкви».

## Секуляризация. Меняющееся отношение церкви
Консервативные круги церкви добились своего, когда в 1985 году Конгрегация доктрины веры, руководимая в то время кардиналом Иосифом Ратцингером (впоследствии папой Бенедиктом XVI), подписала документ, согласно которому Боффу за книгу «Церковь: харизма и власть» запрещалось писать книги и обнародовать свои статьи от лица церкви. Осудив ряд его богословских тезисов, она призвала священника к «молчанию и послушанию», но не наложила на него канонических прещений. В 1986 году Конгрегация изменила своё решение по Боффу и издала слегка более терпимую «Инструкцию о христианской свободе», которая, впрочем, всё равно отказывала священнослужителям в участии в светских политических институциях.
В 1992 году Ватикан снова попытался заставить Боффа замолчать — на этот раз, чтобы помешать ему принять участие в саммите Земли Эко-92 в Рио-де-Жанейро. Это, в конечном итоге, привело его к уходу из францисканского религиозного ордена и священнического служения — желая продолжать писательскую и преподавательскую деятельность, Леонардо Бофф отказался от сана священника и стал католиком-мирянином, оставив за собой право публиковать свои работы, не советуясь с римскими властями.
Ситуация начала меняться с избранием папой римским Франциска — тоже латиноамериканца, обеспокоенного социальными проблемами и готового к обновлению церкви. Сам Бофф в марте 2013 года приветствовал это решение: «Меня воодушевляет этот выбор, который я рассматриваю как залог церкви простоты и экологических идеалов». Он отметил, что новый папа, хоть и был во многих отношениях консервативен, зато по ряду других тем у него либеральные взгляды. Понтифик в ответ поблагодарил бразильского богослова за поддержку в послании с поздравлением Боффа с 80-летием: в нём он приветствует его как брата, вспоминает об их первой встрече в Сан-Мигеле в ходе заседания Латиноамериканской конференции монашествующих, заверяет о своих молитвах о нём и пишет, что продолжает читать труды Боффа.

## Политические взгляды
Бофф критикует не только церковные, но и светские власти. Он активно выступал против войны в Ираке и называл руководство Джорджа Буша-младшего и Ариэля Шарона похожим на «террористические государства-фундаменталисты». Он также осуждает самодержавных правителей на Ближнем Востоке: «Эти [эмиры и короли] деспотичны, у них даже нет конституции. Хотя они чрезвычайно богаты, они держат народ в бедности».
Бофф высказал свою поддержку Кампании за создание Парламентской ассамблеи Организации Объединенных Наций — организации, выступающей за демократические реформы в ООН и создание более подотчётной международной политической системы.

## Избранные сочинения
- Evangelio del Cristo cósmico. 2009. ISBN 978-84-9879-087-0
- El águila y la gallina. Una metáfora de la condición humana. Cuarta edición 2006. ISBN 978-84-8164-514-9
- Ecología: grito de la Tierra, grito de los pobres. Cuarta edición 2006. ISBN 978-84-8164-104-2
- Femenino y masculino. Una nueva conciencia para el encuentro de las diferencias. 2004. ISBN 978-84-8164-689-4
- La voz del arco iris. 2003. ISBN 978-84-8164-589-7
- El cuidado esencial. Ética de lo humano, compasión por la Tierra. 2002. ISBN 978-84-8164-517-0
- Mística y espiritualidad, junto a Frei Betto. Tercera edición 2002. ISBN 978-84-8164-102-8
- Ética planetaria desde el Gran Sur. 2001. ISBN 978-84-8164-412-8
- Gracia y experiencia humana. 2001. ISBN 978-84-8164-498-2
- El despertar del águila. 2000. ISBN 978-84-8164-409-8
- La dignidad de la Tierra. Ecología, mundialización, espiritualidad. 2000. ISBN 978-84-8164-363-3
- La opción-Tierra: la solución para la tierra no cae del cielo. 2008. ISBN 978-84-293-1762-6
- Ecclesiogenesis: The Base Communities Reinvent the Church. 1986. ISBN 978-08-8344-214-2
- Church: Charism and Power. 1985. ISBN 0-8245-0590-5
- Los sacramentos de la vida. 1977. ISBN 978-84-293-0491-6

## Переводы на русский язык
- Бофф Л. Заявление // Религии мира. История и современность. Ежегодник 1988. М.: Главная редакция восточной литературы, 1990. — C. 232—233.
- Бофф Л. Социальная экология: бедность и нищета // Экотеология. Голоса севера и юга / Под ред. Дэвида Г. Холмана. — М.: Испо-Сервис, 1997.